# 阿拉穆特
阿拉穆特（波斯語：الموت），又称鲁德巴尔（波斯語：رودبار），是今伊朗加茲溫省东北部，厄尔布尔士山脉西端，涵盖该山脉西麓的西部和东部区域。其南部与干旱贫瘠的加兹温平原相邻，北部则与马赞德兰省植被茂密的森林山坡相接。从加兹温出发前往阿拉穆特，穿过最初的丘陵地带后，蜿蜒的地貌、多样的形态便成为该地区自然景观构成中的显著特征。著名的阿拉穆特伊斯玛仪派城堡及其他众多城堡均坐落于此，11世纪末至13世纪间，这里因成为哈桑·沙巴建立的尼扎里派（“暗杀教团”）据点阿拉穆特城堡而闻名。

## 名称
阿拉穆特（波斯語：الموت），历史上曾被称为鲁德巴尔（رودبار）或“阿拉穆特的鲁德巴尔”（رودبار الموت，波斯语拉丁转写：Rūdbār-i Alamūt），该名称源于沙赫鲁德河（Shahrud river）。
更准确地说，阿拉穆特是历史上鲁德巴尔地区内的一个小区域，同名城堡（即阿拉穆特城堡）便位于此处。

## 居民
据部分资料显示，加兹温北部（即阿拉穆特地区）的居民以塔蒂人（Tats）为主，他们使用塔蒂語的一种方言。另有资料称，阿拉穆特的主要居民是马赞德兰人（Mazanderani）或吉拉基人（Gilaks），相应地，当地使用的是马赞德兰语（Mazanderani language）或吉拉基语（Gilaki language）的方言。一些语言学家指出，“塔蒂人（Tati）” 这一称谓最初由突厥语使用者用来指代非突厥语使用者。这一说法或可解释为何部分资料称阿拉穆特居民为塔蒂人，而另一些资料则将其归为马赞德兰人或吉拉基人。事实上，阿拉穆特地区所谓的 “塔蒂人”，很可能是使用马赞德兰语或吉拉基语的人群 —— 历史上，他们本就被视作马赞德兰人或吉拉基人，“塔蒂人”这一称谓更多是外界赋予的标签。

## 阿拉穆特城堡
哈桑・沙巴在11世纪中期塞尔柱王朝统治下的伊朗出生长大，他在各地传播什叶派教义时遭到塞尔柱王朝迫害，遂隐匿于伊朗西北部的加兹温。在此期间，他选中加兹温东北方险峻山区的阿拉穆特，先派部下控制该城堡，后于1090年9月4日亲自入驻，将此地定为尼扎里派的根据地。哈桑・沙巴死后，以阿拉穆特为核心的尼扎里派持续扩张势力。至蒙古帝国灭其政权前，阿拉穆特周边已修筑数百座山城。尽管多数城堡的具体位置已不可考，但阿拉穆特城堡、兰姆萨尔城堡等仍为世人所知。虽然山岳城堡在伊朗历史上并不罕见，但哈桑・沙巴建造的这类大规模、易守难攻的山城群独具特色。研究蒙古时代伊朗史的日本学者本田实信指出，该山城群的构筑属于欧亚大陆广泛存在的山岳宗教、修道院运动的延伸，正是宗教热情推动了这一耗费巨大人力财力的非生产性工程的完成。